# クルエラ (映画)
『クルエラ』（原題：Cruella）は、2021年のアメリカ合衆国のコメディ映画。監督はクレイグ・ギレスピー、出演はエマ・ストーンとエマ・トンプソンなど。ディズニーのアニメーション映画『101匹わんちゃん』の悪役クルエラ・ド・ヴィルの若き日の姿を描くオリジナルストーリー。エマ・ストーンがクルエラを演じる。
第94回アカデミー賞で衣裳デザイン賞を受賞している。続編の制作が決定しており、エマ・ストーンが引き続き主役を演じる予定である。

## ストーリー
エステラ・ミラーは、ファッションの才能を持つ奇想的な半黒半白の髪を持つ子供だった。優しい母とファッションが大好きな反面、物事に白黒つけたい性分があり母親のキャサリンからは「クルエラ（残酷・残忍）にはならないように」と教育されていた。学校では髪色やファッションなどの見た目を弄られ同級生と喧嘩になったりと素行が悪く教師たちから目を付けられ、とうとう退学させられてしまう。キャサリンは娘を連れ出し、ロンドンに引っ越すことを計画する。途中、大きな屋敷に住む、フォン・ヘルマン男爵夫人（バロネス）が主催するパーティーに立ち寄り、資金援助を求めた。車で待っているよう母親から命じられていたエステラだったが、ファッションへの好奇心から車を降り、パーティー会場に潜入するも見つかってしまい、パーティー会場を騒然とさせる。すんでのところで外に出られたエステラだったが、資金援助を頼む母親の姿を見ることになる。しかし、会場からエステラを追ってきた男爵夫人の凶暴なダルメシアンたちによって母親が崖から突き落とされるのを目撃してしまう。孤児になったエステラは無我夢中でロンドンに向かい、ジャスパーとホーレスという 2人の浮浪児と仲良くなる。浮浪児達と行動する際、目立たない様にエステラは髪を赤く染める。
10年後、エステラはジャスパーとホーレスと一緒に泥棒として生計を立て、変装時の衣装を制作することでファッションスキルを磨いていく。彼女の誕生日に、ジャスパーとホーレスはエステラが憧れていたリバティ百貨店での仕事をプレゼントする。しかし、予想とは違い、清掃員の仕事をあてがわれ、エステラは上司に仕事を替えて貰うよう頼みこむが聞き入れてもらえない。自暴自棄になり酒に酔ったエステラは気に入らなかったショーウィンドウのマネキン衣装を作り直す。上司からはクビを宣告される寸前、著名で権威主義者なオートクチュールデザイナーのバロネスが来店する。ショーウィンドウの奇抜で斬新なデザインが目に留まり、バロネスにスカウトされ彼女の下で働くことになる。仕事をして行く内に並外れた才能を発揮したエステラにバロネスは信用を置くようになるが、ある日、キャサリンが持っていた首飾りをバロネスが身に着けていることに気付く。エステラが尋ねると、「従業員が以前にこれを盗んだ」と主張。母が資金援助を頼んでいた会場はバロネスの主催パーティーだったと考察したエステラはジャスパーとホーレスでネックレスを取り返す計画を練る。
エステラはクルエラに変装し、髪を半黒半白の髪に染め直しバロネスの主催するパーティーに華麗に登場、その隙にジャスパーとホーレスがネックレスを盗む作戦に出たが失敗。バロネスがダルメシアンに命令するために犬笛を使用した時、エステラは母が亡くなった瞬間を思い出した。同じ笛を使って男爵夫人がダルメシアンにキャサリンを崖から突き落とすように指示したこと、そしてそれがバロネスであったことに気がついた。エステラは母親がバロネスに殺されたことから復讐を計画し、アーティというヴィンテージ衣料品店のオーナーの助けを借り、デザインした華やかな衣装を身に纏ってクルエラとして大勢の注目を集めることによって、バロネスを嘲り、邪魔する。クルエラのふざけた態度は、幼なじみでゴシップのコラムニストであるアニータを通じて広く宣伝される。クルエラの傲慢で傍若無人な振る舞いは、ジャスパーとホーレスを呆れさせる。またバロネスの弁護士・ロジャーがクルエラを止められなかったとしてクビにされるまでに事が大きく影響する。エステラは、バロネスのダルメシアンの一匹が誤ってネックレスを飲み込んだと知ると、ジャスパーとホーレスにダルメシアンを誘拐させる。
エステラはバロネスの春のコレクションを妨害し、リージェンツ・パークで自分のショーを披露する。エステラとクルエラが同一人物であると気付いたバロネスは、ジャスパーとホーレスを逮捕し、アジト兼アトリエに帰って来たエステラを拘束し、焼殺させようとする。
しかし、エステラはバロネスの側近・ジョンに助け出され、そのネックレスがエステラの出生証明書の入った箱の鍵であることを打ち明ける。ジョンはバロネスがエステラの実の母であることを告げた。バロネスは自分のキャリアだけに集中出来るように、ジョンに幼児を殺すよう命令したが、 ジョンは子どもを救おうと、バロネスのメイドの一人であるキャサリンに赤ん坊を預けて、エステラを秘密裏に育てさせることを企てたのである。エステラは母だと思っていたキャサリンに嘘をつかれていたことに憤慨するが、最終的に復讐を遂げるために事実を受け入れ、クルエラという名前を永遠に使うことをリージェンツ・パークの噴水の前で誓う。
クルエラはジャスパーとホーレスを刑務所から脱獄させ、最後の計画のために彼らとアーティを再び仲間に引き入れる。彼らはバロネスのチャリティー・ガラに忍び込み、そこでクルエラ（エステラの姿をした）はバロネスに、自分が捨てられた娘であることを明かす。バロネスはクルエラの勇気ある行動に同情を示すふりをし、彼女を崖から突き落とす。クルエラは服に仕組まれたパラシュートを使って落下死を免れ、バロネスが逮捕されるところでエステラの姿を捨てたクルエラが堂々と登場する。苗字として「デ・ヴィル（盗まれたパンサー・ド・ヴィルにインスパイアされた）」を採用し、クルエラは男爵夫人の屋敷だった「ヘルマン館（Hellman Hall）」をその正当な継承者として手に入れ、manの字を取って「地獄の館（Hell Hall）」と改名する。
エンドクレジットのシーンで、クルエラはポンゴとパーディタと名付けた2匹のダルメシアンの子犬を、ロジャーとアニータにそれぞれ与える。現在シンガーソングライターとして活躍しているロジャーは、「クルエラ・ド・ヴィル」という曲を作ったところで物語が終わる。

## キャスト
| 役名                                              | 俳優                                     | 日本語吹替 |
| ------------------------------------------------- | ---------------------------------------- | --- |
| エステラ・ヴォン・ヘルマン / クルエラ・ド・ヴィル | エマ・ストーン                           | 柴咲コウ |
| バロネス                                          | エマ・トンプソン                         | 塩田朋子 |
| ジャスパー                                        | ジョエル・フライ                         | 野島裕史 |
| ホーレス                                          | ポール・ウォルター・ハウザー             | かぬか光明 |
| アーティ                                          | ジョン・マクリー                         | 花江夏樹 |
| キャサリン                                        | エミリー・ビーチャム                     | 恒松あゆみ |
| ジョン                                            | マーク・ストロング                       | 広瀬彰勇 |
| ロジャー                                          | カイヴァン・ノヴァク                     | 畠中洋 |
| アニータ                                          | カービー・ハウエル＝バプティスト         | 村中知 |
| ジェラルド                                        | ジェイミー・デメトリウ                   | 松本忍 |
| ジェフリー                                        | アンドリュー・レオン                     | 川田紳司 |
| 12歳のエステラ                                    | ティッパー・ザイフェルト＝クリーブランド | 佐野仁香 |
| 12歳のジャスパー                                  | ジギー・ガードナー                       | 室伏佑哉 |
| 12歳のホーレス                                    | ジョセフ・マクドナルド                   | 木村皐誠 |
| その他                                            | N/A                                      | 仲野裕 根本泰彦 小形満 滝知史 高口公介 宮本崇弘 品田美穂 花岡凛 太田梨香子 吉成翔太郎 田中仁人 平ますみ 藤高智大 内野孝聡 橋本信明 唐沢龍之介 中島智彦 木村隼人 清水裕亮 おまたかな 加藤まゆ美 遠藤かおり 藤井雄太 中村達也 本間沙智子 槙野旦 近内仁子 中尾智 鈴木佐江子 原田真純 |
| 日本語版制作スタッフ                              |                                          | |
| 演出                                              | 演出                                     | 向山宏志 |
| 翻訳                                              | 翻訳                                     | 松浦美奈（字幕） いずみつかさ（吹替） |
| 翻訳監修                                          | 翻訳監修                                 | James Hubbert |
| 音楽演出                                          | 音楽演出                                 | 市之瀬洋一 |
| 訳詞                                              | 訳詞                                     | いずみつかさ 海野洋司 古垣内麻衣 |
| 録音                                              | 録音                                     | 河元麻理子 江崎貴生 |
| 調整                                              | 調整                                     | Shepperton International |
| 制作担当                                          | 制作担当                                 | 村井亨子 木田早香 森貝厚美（スタジオ・エコー） |
| 録音制作                                          | 録音制作                                 | スタジオ・エコー |
| 制作監修                                          | 制作監修                                 | 天見美智世 |
| 日本語版制作                                      | 日本語版制作                             | Disney Character Voices International, Inc. |

## 製作

### 企画
ディズニーの『101匹わんちゃん』シリーズに登場するキャラクター、クルエラ・ド・ヴィルの実写映画化が2013年に発表された。製作はアンドリュー・ガンが担当し、グレン・クローズ（1996年の実写版『101』とその続編『102』でクルエラを演じた）が製作総指揮、アライン・ブロッシュ・マッケンナが原作した脚本をケリー・マーセルが改稿した。2016年1月、エマ・ストーンが主役クルエラに抜擢された。衣装デザイナーのジェニー・ビーヴァンは、「この映画での自分の役割は、ストーンが1990年代の『101』のクローズの役を、1970年代の若い役として見せることであり、ロジャーとアニタはクルエラと同い年で人種も職業も異なるキャラクターとして描かれているが、映画間の連続性を確認することができるだろう」と語っている。しかし、2007年以降ディズニーは映画でキャラクターが喫煙する姿を見せることを禁止しているため、ストーンは以前のようにクルエラが喫煙する姿を演じることはできなかった。
2016年8月、ジェズ・バターワースが脚本の前稿のリライトを担当することになった。2016年11月、ディズニーが実写化の監督にアレックス・ティンバースを起用し、マーク・プラットがプロデューサーとして参加することが報じられた。しかし2018年12月、スケジュールの都合でティンバーズが降板し、代わりにクレイグ・ギレスピーが監督を務めることが明らかになった。2019年5月、エマ・トンプソンが男爵夫人役で参加、"クルエラの敵役で、クルエラが現在の悪役に変貌する上で極めて重要な存在と考えられている "と説明された。この役にはそれまでニコール・キッドマンが最有力候補とされ、シャーリーズ・セロン、ジュリアン・ムーア、デミ・ムーアも候補に挙がっていた。デヴ・パテルはロジャー・ディアリー役で候補に挙がっていた。同月、トニー・マクナマラとデイナ・フォックスが最新版の脚本家として採用された。翌月には、ジョエル・フライとポール・ウォルター・ハウザーがジャスパー役とホレス役として加わった。

### 撮影
2019年8月のD23 Expoにおいて、本作の主要撮影がすでに始まっていることが明らかにされた。また、同イベントでは、クルエラ役のエマ・ストーンと鎖につながれた3匹のダルメシアン、ホレス役のハウザー、ジャスパー役のフライが登場する本作初の公式画像がお披露目された。2019年9月、マーク・ストロング、エミリー・ビーチャム、カービー・ハウエル＝バティストらが追加された。2019年11月にクランクアップした。
エマ・ストーンは、クルエラの狂気に満ちた笑いを人前で練習するのが恥ずかしく、シャワールームで独りで練習したと語った。
映画の舞台となる男爵夫人のアトリエは、パリのディオールの仕事場の記録映像をもとに作られた。
衣装デザインのジェニー・ビーヴァンは、クルエラの衣装にヴィヴィアン・ウエストウッド、ニーナ・ハーゲン、ボディマップ、アレキサンダー・マックイーンなどを参考にしたと言い、クルエラの衣装は47着、男爵夫人（バロネス）の衣装は33着にのぼる。クルエラのガウンの一着は、5,060枚の手作りの花びらが裁縫師たちの手によって貼り付けられている。彼女がバイクで乗り付けるシーンで顔に「the future」と書いたメイクは、セックス・ピストルズのアルバム『勝手にしやがれ!!』のオマージュである。男爵夫人の衣装はコルセットがとてもきつく、演じたエマ・トンプソンは「拷問のようだった」と述べた。

### 楽曲とサウンドトラック
2021年3月31日、本作の作曲にニコラス・ブリテルが起用されたことが発表された。スコアアルバムは、2021年5月21日にウォルト・ディズニー・レコードから発売された。また、同日に本作のサウンドトラックアルバムも別途発売された。どちらのアルバムにも、映画のエンドクレジットに登場するフローレンス・アンド・ザ・マシーンが演奏したオリジナル曲「コール・ミー・クルエラ」が収録されている。

## サウンドトラック

### 『クルエラ オリジナル・サウンドトラック』
2021年5月21日にウォルト・ディズニー・レコードからリリースされた。
| #   | タイトル                                                                     | 作詞 | 作曲・編曲                                                                                               | Producer(s)                                                     | 時間 |
| --- | ---------------------------------------------------------------------------- | --- | --- | --------------------------------------------------------------- | ---- |
| 1.  | 「Call Me Cruella」(フローレンス・アンド・ザ・マシーン（エンドソング）)      | Florence Welch Jordan Powers Nicholas Britell Steph Jones Taura Stinson                                  | Florence Welch Jordan Powers Nicholas Britell Steph Jones Taura Stinson                                  | ニコラス・ブリテル                                              | 2:07 |
| 2.  | 「ブラッディ・ウェル・ライト」(スーパートランプ)                             | Rick Davies Roger Hodgson                                                                                | Rick Davies Roger Hodgson                                                                                | スーパートランプ ケン・スコット （ 英語版 ）                    | 4:34 |
| 3.  | 「ウィスパー・ウィスパー」(ビー・ジーズ)                                     | Barry Gibb Maurice Gibb Robin Gibb                                                                       | Barry Gibb Maurice Gibb Robin Gibb                                                                       | ビー・ジーズ ロバート・スティグウッド （ 英語版 ）              | 3:25 |
| 4.  | 「ファイヴ・トゥ・ワン」(ドアーズ)                                           | Jim Morrison John Densmore Ray Manzarek Robby Krieger                                                    | Jim Morrison John Densmore Ray Manzarek Robby Krieger                                                    | ドアーズ                                                        | 4:25 |
| 5.  | 「フィーリング・グッド」(ニーナ・シモン)                                     | Leslie Bricusse Anthony Newley                                                                           | Leslie Bricusse Anthony Newley                                                                           | ハル・ムーニー                                                  | 2:54 |
| 6.  | 「ファイアー」(オハイオ・プレイヤーズ)                                       | Billy Beck Leroy Bonner Marshall Jones Ralph Middlebrooks Marvin Pierce Clarence Satchell James Williams | Billy Beck Leroy Bonner Marshall Jones Ralph Middlebrooks Marvin Pierce Clarence Satchell James Williams | オハイオ・プレイヤーズ                                          | 4:35 |
| 7.  | 「胸いっぱいの愛を」(アイク&ティナ・ターナー)                                | John Bonham Willie Dixon John Paul Jones Jimmy Page Robert Plant                                         | John Bonham Willie Dixon John Paul Jones Jimmy Page Robert Plant                                         | Denny Diante （ 英語版 ） スペンサー・プロッファー （ 英語版 ） | 4:42 |
| 8.  | 「オーロラの救世主（2012バージョン）」(エレクトリック・ライト・オーケストラ) | Jeff Lynne                                                                                               | Jeff Lynne                                                                                               | ジェフ・リン                                                    | 3:42 |
| 9.  | 「ストーン・コールド・クレイジー（2011リマスター）」(クイーン)               | Freddie Mercury Brian May Roger Taylor John Deacon                                                       | Freddie Mercury Brian May Roger Taylor John Deacon                                                       | ロイ・トーマス・ベイカー クイーン                               | 2:15 |
| 10. | 「どうせ恋だから」(ブロンディ)                                               | Debbie Harry Nigel Harrison                                                                              | Debbie Harry Nigel Harrison                                                                              | マイク・チャップマン                                            | 3:34 |
| 11. | 「ステイ・オア・ゴー」(ザ・クラッシュ)                                       | Topper Headon Mick Jones Paul Simonon Joe Strummer                                                       | Topper Headon Mick Jones Paul Simonon Joe Strummer                                                       | ザ・クラッシュ                                                  | 3:09 |
| 12. | 「アイ・ラブ・パリ」(ジョージア・ギブス)                                     | Cole Porter                                                                                              | Cole Porter                                                                                              | ロン・フルマネク                                                | 2:31 |
| 13. | 「私の心はバイオリン」(ケン・ドッド)                                         | Jimmy Kennedy Miarka Laparcerie                                                                          | Jimmy Kennedy Miarka Laparcerie                                                                          |                                                                 | 2:10 |
| 14. | 「アイ・ワナ・ビー・ユア・ドッグ」(ジョン・マックレア)                       | Dave Alexander Iggy Pop Ron Asheton Scott Asheton                                                        | Dave Alexander Iggy Pop Ron Asheton Scott Asheton                                                        | ジョン・ケイル                                                  | 3:56 |
| 15. | 「カム・トゥゲザー」(アイク＆ティナ・ターナー)                               | Lennon–McCartney                                                                                         | Lennon–McCartney                                                                                         | アイク・ターナー                                                | 3:37 |
| 16. | 「コール・ミー・クルエラ」(柴咲コウ（日本版エンドソング）)                   | | |                                                                 |      |

本作では以下の楽曲も使用されているが、上のアルバムには収録されていない。
- 『孤独の叫び（英語版）』 by アニマルズ
- 『シーズ・ア・レインボー』 by ローリング・ストーンズ
- "Watch the Dog That Bring the Bone", by サンディー・ゲイ
- 『二人のシーズン（英語版）』 by ゾンビーズ
- 『アイガッチャ（英語版）』 by ジョー・テックス
- 『にくい貴方』 by ナンシー・シナトラ
- 『ワイルド・ワン』 by スージー・クアトロ
- 『ハッシュ（英語版）』 by ディープ・パープル
- 『カーウォッシュ（英語版）』 by ローズ・ロイス（英語版）
- "Boys Keep Swinging（英語版）" by デヴィッド・ボウイ
- "I Get Ideas（英語版）" by トニー・マーティン
- 『夏の日の恋』 by ノリー・パラマーとオーケストラ
- "Perhaps, Perhaps, Perhaps", by ドリス・デイ
- "You're Such a Good Looking Woman（英語版）" by ジョー・ドラン（英語版）
- "Smile" by ジュディー・ガーランド
- "Nightmares" by J．ガイルズ・バンド
- "Gettin' Out" by J．ガイルズ・バンド
- 『エテルネル』 by ブリジット・フォンテーヌ
- "The Wizard（英語版）" by ブラック・サバス
- 『悪魔を憐れむ歌』 by ローリング・ストーンズ

### Cruella (Original Score)
2021年5月21日にウォルトディズニーレコードからデジタル配信リリースされた。
| 全作曲: 一部の例外を除き、ニコラス・ブリテルが作曲。 |                                           |                                                                         |                                              |                                    |      |
| #                                                    | タイトル                                  | 作詞                                                                    | 作曲・編曲                                   | Artist(s)                          | 時間 |
| 1.                                                   | 「Call Me Cruella」                       | Florence Welch Jordan Powers Nicholas Britell Steph Jones Taura Stinson | 一部の例外を除き、 ニコラス・ブリテル が作曲 | フローレンス・アンド・ザ・マシーン | 2:07 |
| 2.                                                   | 「Cruella – Disney Castle Logo」          |                                                                         | 一部の例外を除き、 ニコラス・ブリテル が作曲 |                                    | 0:45 |
| 3.                                                   | 「The Baroque Ball」                      |                                                                         | 一部の例外を除き、 ニコラス・ブリテル が作曲 |                                    | 2:01 |
| 4.                                                   | 「The Most Dreadful Accident」            |                                                                         | 一部の例外を除き、 ニコラス・ブリテル が作曲 |                                    | 1:18 |
| 5.                                                   | 「The Drive to London」                   |                                                                         | 一部の例外を除き、 ニコラス・ブリテル が作曲 |                                    | 1:36 |
| 6.                                                   | 「Red Hair Dye」                          |                                                                         | 一部の例外を除き、 ニコラス・ブリテル が作曲 |                                    | 0:24 |
| 7.                                                   | 「The Baroness Needs Looks」              |                                                                         | 一部の例外を除き、 ニコラス・ブリテル が作曲 |                                    | 1:08 |
| 8.                                                   | 「I Think You're Something」              |                                                                         | 一部の例外を除き、 ニコラス・ブリテル が作曲 |                                    | 2:10 |
| 9.                                                   | 「Everything's Going So Well」            |                                                                         | 一部の例外を除き、 ニコラス・ブリテル が作曲 |                                    | 0:41 |
| 10.                                                  | 「The Necklace」                          |                                                                         | 一部の例外を除き、 ニコラス・ブリテル が作曲 |                                    | 1:33 |
| 11.                                                  | 「The Angle」                             |                                                                         | 一部の例外を除き、 ニコラス・ブリテル が作曲 |                                    | 1:10 |
| 12.                                                  | 「Surveillance」                          |                                                                         | 一部の例外を除き、 ニコラス・ブリテル が作曲 |                                    | 1:44 |
| 13.                                                  | 「I Like to Make an Impact」              |                                                                         | 一部の例外を除き、 ニコラス・ブリテル が作曲 |                                    | 1:52 |
| 14.                                                  | 「Oh, That's a Hybrid」                   |                                                                         | 一部の例外を除き、 ニコラス・ブリテル が作曲 |                                    | 1:43 |
| 15.                                                  | 「Revenge / Let's Begin」                 |                                                                         | 一部の例外を除き、 ニコラス・ブリテル が作曲 |                                    | 3:38 |
| 16.                                                  | 「Putting the Dresses in the Safe」       |                                                                         | 一部の例外を除き、 ニコラス・ブリテル が作曲 |                                    | 0:42 |
| 17.                                                  | 「Get It Open / Moths」                   |                                                                         | 一部の例外を除き、 ニコラス・ブリテル が作曲 |                                    | 1:50 |
| 18.                                                  | 「Oh, That's Why You're Peeved」          |                                                                         | 一部の例外を除き、 ニコラス・ブリテル が作曲 |                                    | 2:47 |
| 19.                                                  | 「The True Story of Cruella's Birth」     |                                                                         | 一部の例外を除き、 ニコラス・ブリテル が作曲 |                                    | 1:55 |
| 20.                                                  | 「I'm Cruella」                           |                                                                         | 一部の例外を除き、 ニコラス・ブリテル が作曲 |                                    | 4:21 |
| 21.                                                  | 「A Great Tribute / She's Here」          |                                                                         | 一部の例外を除き、 ニコラス・ブリテル が作曲 |                                    | 3:45 |
| 22.                                                  | 「The Cliff」                             |                                                                         | 一部の例外を除き、 ニコラス・ブリテル が作曲 |                                    | 4:33 |
| 23.                                                  | 「She Jumped!」                           |                                                                         | 一部の例外を除き、 ニコラス・ブリテル が作曲 |                                    | 0:50 |
| 24.                                                  | 「Goodbye, Estella」                      |                                                                         | 一部の例外を除き、 ニコラス・ブリテル が作曲 |                                    | 1:51 |
| 25.                                                  | 「Call me Cruella」(instrumental version) |                                                                         | 一部の例外を除き、 ニコラス・ブリテル が作曲 |                                    | 2:06 |
| 26.                                                  | 「Orchestral Waltz」(bonus track)         |                                                                         | 一部の例外を除き、 ニコラス・ブリテル が作曲 |                                    | 2:09 |
| 合計時間:                                            | 合計時間:                                 | 合計時間:                                                               | 50:49                                        |                                    |      |

## 公開
COVID-19パンデミックの影響を受けて、2021年5月28日の劇場公開と同時に、Disney+プレミアアクセスでの同時配信公開も行われた。日本での劇場公開は配信よりも1日早い2021年5月27日となった。
ウォルト・ディズニー・ジャパンは本作品を2021年8月27日からDisney+の見放題作品として追加した。

## 評価
Rotten Tomatoesによれば、401件の評論のうち高評価は74%にあたる297件で、平均点は10点満点中6.8点、批評家の一致した見解は「『クルエラ』は何故そのタイトルキャラクターが誕生の物語を必要としたのかとの疑問に完全には答えられていないが、このまばゆいばかりの映像の饗宴は主人公の女性たちが角を突き合わせるたびに観るのがひどく楽しくなる。」となっている。Metacriticによれば、56件の評論のうち、高評価は30件、賛否混在は21件、低評価は5件で、平均点は100点満点中59点となっている。

## 受賞歴
| 賞                                                  | 受賞日         | 分野                                                                         | 受賞者                                                                                             | 結果       | Ref.                 |
| --------------------------------------------------- | -------------- | ---------------------------------------------------------------------------- | -------------------------------------------------------------------------------------------------- | ---------- | -------------------- |
| アカデミー賞                                        | 2022年3月27日  | 衣裳デザイン賞                                                               | ジェニー・ビーヴァン                                                                               | 受賞       | [ 43 ]               |
| アカデミー賞                                        | 2022年3月27日  | メイクアップ&ヘアスタイリング賞                                              | ナディア・ステーシー、ナオミ・ドネ、ジュリア・ヴァーノン                                           | ノミネート | [ 43 ]               |
| EDA賞                                               | 2022年1月31日  | 最も時間を浪費させるリメイク・続編賞                                         | 『クルエラ』                                                                                       | ノミネート | [ 44 ]               |
| アメリカ映画編集者協会エディー賞                    | 2022年3月5日   | 長編映画編集賞 (コメディ・ミュージカル部門)                                  | タティアーナ・S・リーゲル                                                                          | ノミネート | [ 45 ] [ 46 ]        |
| American Cinematheque Award - Tribute To The Crafts | 2022年1月26日  | 長編映画衣装デザイン                                                         | ジェニー・ビーヴァン                                                                               | 受賞       | [ 47 ]               |
| 美術監督組合賞                                      | 2022年3月5日   | Excellence in Production Design for a Fantasy Film                           | フィオナ・クロンビー                                                                               | ノミネート | [ 48 ] [ 49 ]        |
| 英国アカデミー賞                                    | 2022年3月13日  | 衣装デザイン賞                                                               | ジェニー・ビーヴァン                                                                               | 受賞       | [ 50 ]               |
| 英国アカデミー賞                                    | 2022年3月13日  | メイクアップ&ヘアスタイリング賞                                              | ナディア・ステーシー、ナオミ・ドネ                                                                 | ノミネート | [ 50 ]               |
| Casting Society of America                          | 2022年3月23日  | Feature Big Budget – Comedy                                                  | メアリー・バーニュー、ルーシー・ベヴァン、 Bret Howe、エミリー・ブロックマン、オリヴィア・ブラント | ノミネート | [ 51 ]               |
| シカゴ映画批評家協会                                | 2021年12月15日 | 衣装デザイン賞                                                               | ジェニー・ビーヴァン                                                                               | ノミネート | [ 52 ]               |
| 衣裳デザイナー組合賞                                | 2022年3月9日   | Excellence in Period Film                                                    | ジェニー・ビーヴァン                                                                               | 受賞       | [ 53 ] [ 54 ] [ 55 ] |
| クリティクス・チョイス・アワード                    | 2022年3月13日  | クリティクス・チョイス・ムービー・アワード 衣装デザイン賞                    | ジェニー・ビーヴァン                                                                               | 受賞       | [ 56 ]               |
| クリティクス・チョイス・アワード                    | 2022年3月13日  | クリティクス・チョイス・ムービー・アワード メイクアップ賞                    | 『クルエラ』                                                                                       | ノミネート | [ 56 ]               |
| ドリアン賞                                          | 2022年3月17日  | Campiest Flick                                                               | 『クルエラ』                                                                                       | ノミネート | [ 57 ]               |
| ゴールデングローブ賞                                | 2022年1月9日   | 映画部門 主演女優賞 (ミュージカル・コメディ部門)                             | エマ・ストーン                                                                                     | ノミネート | [ 58 ] [ 59 ]        |
| ゴールドダービー賞                                  | 2022年2月27日  | 衣装デザイン賞                                                               | ジェニー・ビーヴァン                                                                               | 受賞       | [ 60 ]               |
| ゴールドダービー賞                                  | 2022年2月27日  | メイクアップ&ヘアスタイリング賞                                              | ナディア・ステーシー、ナオミ・ドネ、ジュリア・ヴァーノン                                           | ノミネート | [ 60 ]               |
| グラミー賞                                          | 2022年4月3日   | 最優秀編集サウンドトラック・アルバム賞映画、テレビその他映像部門             | 『クルエラ』                                                                                       | 未決定     | [ 61 ]               |
| ハリウッド批評家協会賞                              | 2022年1月8日   | 衣装デザイン賞                                                               | ジェニー・ビーヴァン                                                                               | 受賞       | [ 62 ]               |
| ハリウッド批評家協会賞                              | 2022年1月8日   | メイクアップ&ヘアスタイリング賞                                              | カロリン・カズンズ、ナディア・ステーシー                                                           | ノミネート | [ 62 ]               |
| ラスベガス映画批評家協会賞                          | 2021年12月1日  | 衣装デザイン賞                                                               | ジェニー・ビーヴァン                                                                               | 受賞       | [ 63 ]               |
| ロンドン映画批評家協会賞                            | 2022年2月6日   | Technical Achievement of the Year                                            | ジェニー・ビーヴァン                                                                               | ノミネート | [ 64 ]               |
| メイクアップアーティスト&ヘアスタイリスト組合賞     | 2022年2月9日   | Best Period and/or Character Make-Up in a Feature-Length Motion Picture      | ナディア・ステーシー、ナオミ・ドネ、ガイ・コモン                                                   | 受賞       | [ 65 ]               |
| メイクアップアーティスト&ヘアスタイリスト組合賞     | 2022年2月9日   | Best Period and/or Character Hair Styling in a Feature-Length Motion Picture | ナディア・ステーシー、ナオミ・ドネ、ジュリア・ヴァーノン                                           | ノミネート | [ 65 ]               |
| ニコロデオン・キッズ・チョイス・アワード            | 2022年4月9日   | 主演女優賞                                                                   | エマ・ストーン                                                                                     | 未決定     | [ 66 ]               |
| ピープルズ・チョイス・アワード                      | 2021年12月7日  | ドラマ映画賞                                                                 | 『クルエラ』                                                                                       | 受賞       | [ 67 ]               |
| ピープルズ・チョイス・アワード                      | 2021年12月7日  | ドラマ映画スター賞                                                           | エマ・ストーン                                                                                     | ノミネート | [ 67 ]               |
| オンライン映画批評家協会賞                          | 2022年1月24日  | 衣装デザイン賞                                                               | 『クルエラ』                                                                                       | ノミネート | [ 68 ]               |
| サンディエゴ映画批評家協会賞                        | 2022年1月10日  | 衣装デザイン賞                                                               | ジェニー・ビーヴァン                                                                               | 受賞       | [ 69 ] [ 70 ]        |
| サンディエゴ映画批評家協会賞                        | 2022年1月10日  | Best Use of Music                                                            | 『クルエラ』                                                                                       | ノミネート | [ 69 ] [ 70 ]        |
| シアトル映画批評家協会賞                            | 2022年1月17日  | 衣装デザイン賞                                                               | ジェニー・ビーヴァン                                                                               | ノミネート | [ 71 ]               |
| セット・デコレーター・ソサエティ・オブ・アメリカ賞  | 2022年2月22日  | Best Achievement in Décor/Design of a Comedy or Musical Feature Film         | フィオナ・クロンビー、アリス・フェルトン                                                           | ノミネート | [ 72 ]               |
| セントルイス映画批評家協会賞                        | 2021年12月19日 | 衣装デザイン賞                                                               | ジェニー・ビーヴァン                                                                               | 受賞       | [ 73 ]               |
| セントルイス映画批評家協会賞                        | 2021年12月19日 | サウンドトラック賞                                                           | 『クルエラ』                                                                                       | 受賞       | [ 73 ]               |

## 続編
2021年5月、エマ・ストーンとエマ・トンプソンは、『ゴッドファーザー PART II』のスタイルで続編と前日譚の両方としてクルエラ第2作をやりたいと述べた。2021年6月、ディズニーは続編が正式に開発初期段階にあることを発表し、クレイグ・ギレスピーとトニー・マクナマラがそれぞれ監督と脚本家として復帰する見込みであることを明らかにした。2021年8月、エマ・ストーンは続編への再出演の契約を結んだ。